# Al-Mouttahed Club Tripoli
L' Al-Mouttahed Club Tripoli (in arabo: المتحد طرابلس), conosciuto anche con il nome di United Club Tripoli, è un club polisportivo del libanese noto soprattutto per il suo programma di pallacanestro, attualmente attivo nella Lebanese Second Division. Ha sede nella città di Tripoli, in Libano. 

## Storia
L' Al Mouttahed di Tripoli è stato fondato nel 2001 con l’obiettivo di promuovere lo sviluppo dello sport a Tripoli e nel Nord del Libano. Il club è affiliato alla Safadi Foundation, una organizzazione non governativa (ONG) libanese fondata da Mohammad Safadi, politico ed ex ministro libanese originario di Tripoli. La fondazione è impegnata principalmente in progetti di sviluppo economico, sociale ed educativo in Libano, con un'attenzione particolare alla regione settentrionale del paese, spesso trascurata a livello di investimenti pubblici; tuttavia la squadra di pallacanestro possiede una propria struttura amministrativa indipendente dalla fondazione. 
L'Al Mouttahed, dopo aver vinto la Seconda Divisione nella stagione 2004-2005, ha ottenuto la promozione nella Lebanese Basketball League, il massimo campionato nazionale. La squadra ha fatto il suo esordio nella lega nella stagione 2005-2006 e rimarrà nella massima serie ininterrottamente fino al termine della stagione 2020-2021. Prima dell'inizio della stagione successiva il club ha però rinunciato a partecipare alla Lebanese Basketball League 2021-2022; da quella stagione la squadra milita nella Seconda divisione nazionale.
Durante le due stagioni 2007-2008 e 2008-2009 l'Al Mouttahed riuscì per due edizioni consecutive a raggiungere le finali per il titolo nazionale, ma in entrambi casi la squadra uscì sconfitta, per 3-1, nella serie finale, per mano dell'Al-Riyadi Beirut.
L'Al Mouttahed in una occasione ha anche raggiunto la finale della Arab Club Basketball Championship, nell'edizione del 2010, ma la squadra venne sconfitta in finale, ancora una volta, dal Al-Riyadi Beirut, con il punteggio di 73-93.
Il 4 aprile 2012 il giocatore libanese dell'Al Mouttahed, Mohammad El Akkari, ha realizzato 113 punti nella partita finita per 173 a 141 contro il Bejjeh Club diventando il primo giocatore a segnare più di 100 punti in una partita ufficiale di campionato in una qualsiasi delle sue federazioni nazionali asiatiche affiliate con la FIBA Asia.

## Palmarès

### Titoli Nazionali
- Lebanese Second Division

Campioni (1): 2004-2005

## Giocatori

### Giocatori celebri
- Ramy Akiki
- Mohammad Akkari
- Bassel Bawji
- Brian Beshara
- Bilal Tabbara
- Jad Bitar
- Demarius Bolds
- Denzel Bowles
- Cory Bradford
- Ramel Curry
- Hassan Dandach
- Will Daniels
- Rony Fahed
- Marvelle Harris
- Mohammed Ibrahim
- Geron Johnson
- Sabah Khoury
- Nikola Kuga
- Hervé Lamizana
- Trayvon Lathan
- Mazen Mneimneh
- Ronald Murray
- Perry Petty
- Elie Rustom
- Bashir Saad
- Marc Salyers
- Roy Samaha
- Dewarick Spencer
- Isaiah Sykes
- Charles Tabet
- Mike Taylor
- Reyshawn Terry
- Darian Townes
- Hakim Warrick
- Jameel Watkins
- Hassan Whiteside
- Corey Williams
- Duane Woodward
- Rasheim Wright